# Международная электротехническая комиссия
Международная электротехническая комиссия (МЭК; англ. International Electrotechnical Commission, IEC; фр. Commission électrotechnique internationale, CEI) — международная некоммерческая организация по стандартизации в области электрических, электронных и смежных технологий. Некоторые из стандартов МЭК разрабатываются совместно с Международной организацией по стандартизации (ISO).
МЭК составлена из представителей национальных служб стандартов. МЭК была основана в 1906 году. Первоначально комиссия располагалась в Лондоне, первым президентом был английский физик лорд Кельвин. С 1948 года штаб-квартира находится в Женеве, Швейцария. В настоящее время в состав МЭК на правах полноправных и ассоциированных членов входят 83 страны, имеет региональные центры в Юго-восточной Азии (Сингапур), Латинской Америке (Сан-Пауло, Бразилия) и Северной Америке (Бостон, США).
МЭК способствовала развитию и распространению стандартов для единиц измерения, особенно гаусса, герца, и вебера. Также МЭК предложила систему стандартов, которая, в конечном счёте, вошла в систему единиц СИ. В 1938 году был издан международный словарь с целью унифицировать терминологию в области электротехники. Эти усилия продолжаются и в подготовке Международного электротехнического словаря (известного также как Electropedia), способствующего совместной работе в электротехнических областях промышленности.
Стандарты МЭК имеют номера в диапазоне 60 000 — 79 999, и их названия имеют вид типа МЭК 60411 Графические символы. Номера старых стандартов МЭК были преобразованы в 1997 году путём добавления числа 60 000, например, стандарт МЭК 27 получил номер МЭК 60027. Стандарты, развитые совместно с Международной организацией по стандартизации, имеют названия вида ISO/IEC 7498-1:1994 Open Systems Interconnection: Basic Reference E

## Члены
Членство в Международной Электротехнической Комиссии открыто только для признанных организаций национальных стандартов. Полноправными членами комиссии по состоянию на май 2016 года являются 60 стран:
- Австралия
- Австрия
- Алжир
- Аргентина
- Белоруссия — Дзяржаўны камітэт стандартызацыі Рэспублікі Беларусь
- Бельгия
- Болгария
- Бразилия
- Великобритания — British Standards Institute
- Венгрия
- Германия — Deutsche Kommission Elektrotechnik Elektronik Informationstechnik im DIN & VDE
- Греция
- Дания
- Египет
- Израиль
- Индия
- Индонезия
- Иран
- Ирак
- Ирландия
- Испания
- Италия
- Канада — Standards Council of Canada
- Катар
- Китай
- Колумбия
- Корея
- Ливия
- Люксембург
- Малайзия
- Мексика
- Нидерланды
- Новая Зеландия
- Норвегия
- Объединённые Арабские Эмираты
- Оман
- Пакистан
- Польша
- Португалия
- Россия — Федеральное агентство по техническому регулированию и метрологии
- Румыния
- Саудовская Аравия
- Сербия
- Сингапур
- Словакия
- Словения
- США — American National Standards Institute (ANSI)
- Таиланд
- Турция
- Украина — Государственный комитет Украины по вопросам технического регулирования и потребительской политики
- Узбекистан Узбекское агентство по техническому регулированию с 01/01/2023
- Швейцария
- Швеция
- Филиппины
- Финляндия
- Франция — Union technique de l'électricité et de la communication (UTE)
- Чехия
- Хорватия
- Южно-Африканская Республика
- Япония — Japanese Industrial Standards Committee